# Dans mes rellignes
Dans mes rellignes est une bande dessinée autobiographique d'Iris tirée de son blogue de l'été 2005.